# Jaume Ollé
Jaume Enric Ollé Goig (Barcelona, 15 de enero de 1943) es médico especializado en medicina interna y enfermedades infecciosas. En 1993 fundó la Asociación para el Control de la Tuberculosis en el Tercer Mundo (actmón), que desde entonces preside. 

## Biografía
Nacido en Barcelona en 1943, estudió Medicina en la Universidad de Barcelona. En 1970 se marchó a Estados Unidos para especializarse en medicina interna y enfermedades infecciosas, y realizó un máster en Salud Pública en la Universidad de Columbia de Nueva York.

## Trayectoria
Durante 4 años (1978-1982) trabajó en el Hospital Albert Schweitzer en Haití y de 1982 a 1986 fue Jefe de Sección de Vigilancia Epidemiológica en el Departamento de Salud y Seguridad Social de la Generalidad de Cataluña. Desde 1987 ha trabajado en diversos hospitales de Bolivia, Haití, República Dominicana, Mali, Etiopía, Uganda y Yibuti para varias organizaciones nacionales e internacionales, privadas y públicas.
En 1993 fundó la Associació pel Control de la Tuberculosi al Tercer Món(ACTMÓN) para financiar su programas de lucha contra la tuberculosis. ACTMÓN actualmente da apoyo financiero y técnico a Haití, Bolivia, República Dominicana y Uganda en programas de lucha contra la tuberculosis y en educación.
Ha impartido diversos cursos de medicina y epidemiología en la Facultad de Medicina de Universidad de Barcelona, en la Escuela Nacional de Sanidad y Facultad de Medicina de la Universidad Complutense de Madrid y en el Ministerio de Sanidad y Consumo, así como un máster en Medicina Tropical y Salud Internacional en la Universidad de Barcelona. A nivel internacional ha realizado cursos para la Escuela de Salud Pública de la Universidad de Columbia de Nueva York, para el Institut fur Tropenhygiene de Heidelberg para el All Africa Leprosy Rehabilitation and Training Centre (ALERT).También ha impartido diversos seminarios y talleres para la Organización Mundial de la Salud (OMS).

### Reconocimientos
En 2011 fue galardonado con el "Premio a la Excelencia Profesional" otorgado por el Colegio Oficial de Médicos de Barcelona por su dedicación médica y humanitaria en las regiones más pobres del mundo.

## Publicaciones
Ha escrito un centenar de artículos científicos sobre los más variados temas, en especial las enfermedades infecciosas y el Tercer Mundo. En marzo de 2011 publicó el libro "Crónicas de un médico en el mundo. Doctor, Sweety, Sweety ", editorial Icaria. Este libro consta de un conjunto de artículos que ponen de manifiesto la crítica situación médica en que se encuentra el Tercer Mundo así como las vivencias personales del médico.
- Ollé Goig, Jaume Enric; Aubert, JM (1982). «Is sensible medicine ethical?». The New England Journal of Medicine.
- Ollé Goig, Jaume Enric (1983). «Tetanus after sterilization. Its incidence and prevention». Tropical Doctor.
- Ollé Goig, Jaume Enric (1983). «Haiti and the acquired immunodeficiency syndrome». Annals of Itnernal Medicine.
- Ollé Goig, Jaume Enric; Domingo, J (1983). «A case of chromomycosis treated with thiabendazole». Transactions of the Royal Society of Tropical Medicine and Hygiene.
- Ollé Goig, Jaume Enric (1984). «Groups at high risk for AIDS». The New England Journal of Medicine.
- Ollé Goig, Jaume Enric; Martín Casabona, N; González Fuente, T (1987). «Infección por Legionella pneumophila en los clientes de un hotel: las duchas como probable fuente de infección». Medicina Clínica (Barc).
- Ollé Goig, Jaume Enric; Canela Soler, J (1987). «An outbreak of Brucella melitensis infection by airborne transmission among laboratory workers». American Journal of Public Health.
- Ollé Goig, Jaume Enric; Barrio, JM; Gurgui, M; Mildvan, D (1988). «Bone invasion in secondary syphilis: case reports». Genitourinary Medicine.
- Ollé Goig, Jaume Enric (1989). «Los ojos de Aisha. Reflexiones de un médico en el Sahel». Medicina Clínica (Barc).
- Ollé Goig, Jaume Enric; Mildvan, D (1990). «Aspergillus osteomyelitis of the sternum. Description of a case and review of the literature». Enfermedades Infecciosas y Microbiología Clínica.
- Ollé Goig, Jaume Enric; Mildvan, D (1990). «Aspergillus osteomyelitis of the sternum. Description of a case and review of the literature». Enfermedades Infecciosas y Microbiología Clínica.
- Ollé Goig, Jaume Enric (1991). «Notas antillanas: ¿viva la diferencia?». Medicina Clínica (Barc).
- Ollé Goig, Jaume Enric (1992). «El día que no maté a Mikado». Medicina Clínica (Barc).
- Ollé Goig, Jaume Enric; Ruiz, L (1993). «Typhoid fever in rural Haiti». Bulletin of the Pan American Health Organization (PAHO).
- Ollé Goig, Jaume Enric; Canela-Soler, J (1993). «The value of the autopsy in a rural hospital of Haiti». Tropical Doctor.
- Ollé Goig, Jaume Enric; Rodés, A; Barrera, JM (1993). «Prevalence of HIV-I infection in a rural medical clinic in Haiti». Journal of Tropical Medicine and Hygiene.
- Ollé Goig, Jaume Enric; Rodés, A; Casabona, J (1994). «The impact of HIV infection in a rural hospital in Haiti». Journal of Tropical Medicine and Hygiene.
- Ollé Goig, Jaume Enric (1994). «Del "Haz el amor y no la guerra" a la práctica del "sexo seguro": historia personal del sida y algunas reflexiones». Medicina Clínica (Barc).
- Ollé Goig, Jaume Enric (1995). «De cómo murió Miguel Choque». Medicina Clínica (Barc).
- Ollé Goig, Jaume Enric; Recacoechea, M; Feeley, T (1996). «First case of Lagochilascaris minor infection in Bolivia». Tropical Medicine & International Health.
- Ollé Goig, Jaume Enric (1997). «A rare case of hypersensitivity to multiple anti-tuberculosis drugs». The International Journal of Tuberculosis and Lung Disease.
- Ollé Goig, Jaume Enric (1998). «Historias de la Sala 7». Medicina Clínica (Barc).
- Ollé Goig, Jaume Enric (1998). «Addisonian crisis diagnosed as cholera». Tropical Doctor.
- Ollé Goig, Jaume Enric; Ferrel, M (1998). «TB and HIV in Bolivia». The International Journal of Tuberculosis and Lung Disease.
- Ollé Goig, Jaume Enric (1999). «Boane, Odet y Antony con final etíope. Riesgos y servidumbres de nuestra intervención». Medicina Clínica (Barc).
- Ollé Goig, Jaume Enric; Cullity, JE; Vargas, R (1999). «A survey of prescribing patterns for tuberculosis treatment amongst doctors in a Bolivian city». The International Journal of Tuberculosis and Lung Disease.